# Міхаїл-Когелнічану (Ботошань)
Міхаїл-Когелнічану (рум. Mihail Kogălniceanu) — село у повіті Ботошані в Румунії. Входить до складу комуни Коцушка.
Село розташоване на відстані 409 км на північ від Бухареста, 39 км на північ від Ботошань, 117 км на північний захід від Ясс.

## Населення
За даними перепису населення 2002 року у селі проживали 213 осіб, усі — румуни. Усі жителі села рідною мовою назвали румунську.